# ХК МК Блед
ХК МК Блед словеначки хокејашки клуб из Бледа. Утакмице као домаћин игра у Леденој дворани Блед, капацитета 1000 места. Клуб се тренутно такмичи у регионалној Слохокеј лиги.

## Историја
ХК МК Блед је основан у јулу 1999. године, али је у почетку имао само млађе категорије. За кратко време јуниорски тим Бледа је освојио три титуле у Словенији.
Од сезоне 2007/08. клуб се почео такмичити и у сениорској конкуренцији. У два наступа у Хокејашкој лиги Словенији испадали су у четвртфиналу. Од 2009. године се такмиче и у регионалној Слохокеј лиги, где су у првом наступу заузели шесто место и пласирали су се у плеј оф. Међутим у плеј офу су испали већ у четвртфиналу од Марибора са 2-0 у победама.
Сезона 2010/11. је била разочаравајућа за клуб јер су у Слохокеј лиги заузели последње место са само три освојена бода.

## Познати хокејаши
- Енес Црнович
- Жига Јеглич